# Marta Jujka
Marta Katarzyna Jujka, po mężu Witkowska (ur. 12 grudnia 1988 w Poznaniu) – polska koszykarka, występująca na pozycji środkowej, trzykrotna mistrzyni Polski, reprezentantka Polski, brązowa medalistka letniej uniwersjady (2007).
Karierę sportową rozpoczęła w UKS Wichoś Jelenia Góra, w latach 2002-2004 występowała w AZS KK Jelenia Góra. W latach 2004–2007 była uczennicą Szkoły Mistrzostwa Sportowego w Łomiankach, z drużyną szkolną występowała w I lidze (2004-2006), a w sezonie 2006/2007 w ekstraklasie. W latach 2007–2011 występowała w Lotosie Gdynia (w sezonie 2010/2011 pod nazwą Basketball Investments Gdynia). Z gdyńskim klubem zdobyła wicemistrzostwo Polski w 2008 oraz mistrzostwo Polski w 2009 i 2010. W sezonie 2011/2012 była zawodniczką zespołu Energa Toruń i zdobyła z nim brązowy medal mistrzostw Polski. W sezonie 2012/2013 reprezentowała barwy Lidera Pruszków. W sezonie 2013/2014 była zawodniczką Wisły Krakow, z którą zdobyła mistrzostwo Polski. W sezonie 2014/2015 grała w MKK Siedlce, od 2015 jest zawodniczką AZS UMCS Lublin.
Była reprezentantką Polski kadetek, juniorek, występowała też w młodzieżowej reprezentacji Polski. W 2007 zdobyła z polską drużyną brązowy medal Letniej Uniwersjady. Z reprezentacją Polski seniorek zajęła 15 miejsce na mistrzostwach Europy w 2015.
Koszykarzem z występami w ekstraklasie był także jej ojciec Paweł Jujka.
11 października 2018 zakończyła oficjalnie karierę sportową z powodu kontuzji.

## Osiągnięcia
Drużynowe
- Mistrzyni Polski:
  - 2009, 2010, 2014
  - juniorek (2005)[2]
- Wicemistrzyni Polski (2008)
- Zdobywczyni pucharu Polski (2008, 2010, 2011, 2014)
- Finalistka pucharu Polski (2009)
- Uczestniczka rozgrywek Euroligi (2007–2011, 2013/14)

Indywidualne
- Zaliczona do  I składu mistrzostw Polski:
  - juniorek (2005)[2]
  - juniorek starszych (2007)

Reprezentacja
- Wicemistrzyni Europy U–20 dywizji B (2008)
- Brązowa medalistka uniwersjady (2007)
- Uczestniczka mistrzostw Europy:
  - 2015 – 18. miejsce
  - U–20 dywizji B  (2007, 2008)
  - U–18 (2005 – 13. miejsce, 2006 – 14. miejsce)
  - U–16 (2004 – 12. miejsce)